# Lijst van beschermd erfgoed in Eigenbrakel
Onderstaande tabel geeft een overzicht van de beschermde erfgoederen in de gemeente Eigenbrakel. Het beschermd erfgoed maakt onderdeel uit van het cultureel erfgoed in België.

## Beschermd erfgoed
| Object | Bouwjaar/architect | Deelgemeente               | Adres                                                     | Coördinaten                   | Nummer?                | Afbeelding |
| --- | ------------------ | -------------------------- | --------------------------------------------------------- | ----------------------------- | ---------------------- | --- |
| Boerderij van Hougoumont |                    | Eigenbrakel                | Chemin de Goumont 1                                       | 50° 40' 15" NB, 4° 23' 40" OL | 25014-CLT-0001-01 Info | Boerderij van Hougoumont |
| Kapel van Ter Cluysen |                    | Eigenbrakel                | Chaussée d'Alsemberg 1015                                 | 50° 43' 2" NB, 4° 20' 57" OL  | 25014-CLT-0002-01 Info | Kapel van Ter Cluysen |
| Ensemble van de kapel van de oude priorij van Ter Cluysen en de omgeving (landschap)                                                   |                    | Eigenbrakel                | Chaussée d'Alsemberg 1015                                 | 50° 43' 4" NB, 4° 20' 51" OL  | 25014-CLT-0003-01 Info | |
| Site van de vijvers van Zevenbronnen en omgeving (landschap), deels gelegen op Eigenbrakel en deels op Vlaanderen (Sint-Genesius-Rode) |                    | Eigenbrakel                |                                                           | 50° 43' 2" NB, 4° 19' 11" OL  | 25014-CLT-0004-01 Info | |
| Leeuw van Waterloo |                    | Eigenbrakel                |                                                           | 50° 40' 44" NB, 4° 24' 18" OL | 25014-CLT-0006-01 Info | Leeuw van Waterloo |
| Boerderij |                    | Eigenbrakel                | rue des Jambes 37                                         | 50° 40' 59" NB, 4° 22' 3" OL  | 25014-CLT-0008-01 Info | Boerderij |
| Empire-gebouw op de hoek van de place Abbé Renard en rue des Trois Apôtres                                                             |                    | Eigenbrakel                | place Abbé Renard 7 en rue des Trois Apôtres 1, 3, 5 en 7 | 50° 40' 58" NB, 4° 22' 14" OL | 25014-CLT-0009-01 Info | Empire-gebouw op de hoek van de place Abbé Renard en rue des Trois Apôtres                                                       |
| Oud gemeentehuis: gevels en daken |                    | Eigenbrakel                | Grand'Place Baudouin 1er 12-13                            | 50° 40' 56" NB, 4° 22' 10" OL | 25014-CLT-0013-01 Info | Oud gemeentehuis: gevels en daken                                                                                                |
| Site van het kasteel, abdijpark, kapel Saint-Sang, de boerderij en entreegebouw van de abdij van Bois-Seigneur-Isaac (landschap)       |                    | Ophain-Bois-Seigneur-Isaac |                                                           | 50° 38' 42" NB, 4° 19' 2" OL  | 25014-CLT-0014-01 Info | Site van het kasteel, abdijpark, kapel Saint-Sang, de boerderij en entreegebouw van de abdij van Bois-Seigneur-Isaac (landschap) |
| Kapel van Saint-Sang, gevels en daken van het kasteel van Bois-Seigneur-Isaac                                                          |                    | Ophain-Bois-Seigneur-Isaac |                                                           | 50° 38' 38" NB, 4° 19' 21" OL | 25014-CLT-0015-01 Info | Kapel van Saint-Sang, gevels en daken van het kasteel van Bois-Seigneur-Isaac                                                    |
| Kapel van de Prior en uitbreiding van het ensemble van het kasteel en diens omgeving                                                   |                    | Ophain-Bois-Seigneur-Isaac |                                                           | 50° 38' 46" NB, 4° 19' 2" OL  | 25014-CLT-0016-01 Info | |
| De drie nog niet geklasseerde gevels van het kasteel van Bois-Seigneur-Isaac                                                           |                    | Ophain-Bois-Seigneur-Isaac |                                                           | 50° 38' 35" NB, 4° 19' 24" OL | 25014-CLT-0017-01 Info | De drie nog niet geklasseerde gevels van het kasteel van Bois-Seigneur-Isaac                                                     |
| Parochiekerk Sint-Maarten van Witterzée                                                                                                |                    | Lillois-Witterzée          | tegenover Rue Fontaine Saint-Martin 2                     | 50° 38' 19" NB, 4° 21' 21" OL | 25014-CLT-0020-01 Info | Parochiekerk Sint-Maarten van Witterzée                                                                                          |
| Watertoren van Saint-Sébastien |                    | Eigenbrakel                | Chemin des Oisillons                                      | 50° 40' 43" NB, 4° 22' 50" OL | 25014-CLT-0021-01 Info | Watertoren van Saint-Sébastien                                                                                                   |
| Watertoren van Ter Cluysen |                    | Eigenbrakel                | Rue du Château d'Eau                                      | 50° 42' 40" NB, 4° 21' 12" OL | 25014-CLT-0022-01 Info | Watertoren van Ter Cluysen |
| Parochiekerk Sint-Stefanus |                    | Eigenbrakel                | Place Abbé Renard                                         | 50° 40' 57" NB, 4° 22' 15" OL | 25014-CLT-0023-01 Info | Parochiekerk Sint-Stefanus |
| Gebouwen van hoeve "Tout lui Faut": gevels en daken (monument), en gheel van de hoeve en de omgeving (landschap)                       |                    | Eigenbrakel                | Chemin Broctiaux 102                                      | 50° 42' 25" NB, 4° 20' 32" OL | 25014-CLT-0025-01 Info | |
| Orgels van de Sint-Aldegondiskerk |                    | Ophain-Bois-Seigneur-Isaac | Place d'Ophain                                            | 50° 39' 58" NB, 4° 20' 55" OL | 25014-CLT-0026-01 Info | |
| Bepaalde delen van het gebouw aan de voet van de Leeuw van Waterloo genaamd "Panorama de la Bataille de Waterloo"                      |                    | Eigenbrakel                | Route du Lion 252-254                                     | 50° 40' 46" NB, 4° 24' 17" OL | 25014-CLT-0027-01 Info | Bepaalde delen van het gebouw aan de voet van de Leeuw van Waterloo genaamd "Panorama de la Bataille de Waterloo"                |
| Deel van de oude abdij van Nizelles |                    | Ophain-Bois-Seigneur-Isaac | Rue de Nizelles 1                                         | 50° 39' 59" NB, 4° 18' 51" OL | 25014-CLT-0029-01 Info | Deel van de oude abdij van Nizelles                                                                                              |
| Slagveld van de Slag bij Waterloo |                    | Eigenbrakel                |                                                           | 50° 40' 5" NB, 4° 23' 22" OL  | 25014-CLT-0030-01 Info | Slagveld van de Slag bij Waterloo                                                                                                |
| Monument van de Engelsen ter nagedachtenis van Alexander Gordon                                                                        |                    | Eigenbrakel                |                                                           | 50° 40' 47" NB, 4° 24' 43" OL | 25014-CLT-0031-01 Info | a |
| De scènische inrichting van het Panorama van de Slag bij Waterloo                                                                      |                    | Eigenbrakel                | Route du Lion 252-254                                     | 50° 40' 46" NB, 4° 24' 19" OL | 25014-CLT-0034-01 Info | De scènische inrichting van het Panorama van de Slag bij Waterloo                                                                |
| Grenssteen van Culot of "de la Franche Garenne"                                                                                        |                    | Eigenbrakel                | Rue du Cuisinier                                          |                               | 25014-CLT-0035-01 Info | |
| Aquaduct van Mont-Saint-Pont |                    | Eigenbrakel                | Rue des Piles                                             |                               | 25014-CLT-0036-01 Info | |

## Uitzonderlijk erfgoed
| Object | Bouwjaar/architect | Deelgemeente | Adres                 | Coördinaten                   | Nummer?                | Afbeelding                                           |
| --- | ------------------ | ------------ | --------------------- | ----------------------------- | ---------------------- | ---------------------------------------------------- |
| Interieur van de kapel van Saint-Sang en de gevels, daken en toren van kasteel Ophain-Bois-Seigneur-Isaac |                    |              |                       | 50° 38' 38" NB, 4° 19' 21" OL | 25014-PEX-0001-01 Info |                                                      |
| Gebouw genaamd "Panorama de la Bataille de Waterloo"                                                      |                    | Eigenbrakel  | Route du Lion 252-254 | 50° 40' 46" NB, 4° 24' 17" OL | 25014-PEX-0002-01 Info | Gebouw genaamd "Panorama de la Bataille de Waterloo" |
| Gebouw genaamd "Panorama de la Bataille de Waterloo"                                                      |                    | Eigenbrakel  | Route du Lion 252-254 | 50° 40' 46" NB, 4° 24' 19" OL | 25014-PEX-0003-01 Info |                                                      |
| Het slagveld van Waterloo                                                                                 |                    |              |                       | 50° 40' 5" NB, 4° 23' 22" OL  | 25014-PEX-0004-01 Info |                                                      |